# 노디아
노디아(영어: Alaric Naudé, 중국어: 鸕聰叡)는 대한민국의 수원대학교에 재직 중인 교수이자 언어학자이다. 주요 연구 분야는 응용언어학, 사회언어학, 그리고 사회학이다. 학위로는 교육학 박사(Ed.D.)와  사회과학 박사( Ph.D. )를 보유하고 있다.  .

## 경력
그의 대표적인 학술 성과로는, 논문 「노디아 가설: 방언변이 촉매 — 언어를 다양화 또는 파괴하는 근본적인 원동력(Naudé Hypothesis: Catalysts of Dialectal Mutation: The Fundamental Driving Forces that Diversify or Destroy Languages)」이 있으며, 이 논문은 니카라과 중앙대학교에서 인정받아 사회과학 분야 박사학위로 채택되었다.
노디아는 영어, 일본어, 한국어, 중국어 등 여러 언어에 능통한 언어학자로, 중국, 한국, 일본 등 동아시아 지역의 언어와 문화를 중점적으로 연구하고 있다. 특히, **국제연합교육과학문화기구(UNESCO)**에서 위기에 처한 언어로 분류된 조선어족 제주어의 보존과 연구에도 적극적으로 참여하고 있다. .

노디아는 미국의 Heterodox Academy(헤테로독스 아카데미), 네덜란드의 인지언어학협회, 영국·미국의 글로벌 리스닝 센터, 한국연구재단(National Research Foundation of Korea) 등 여러 국제 학술 및 연구 기관에서 활동하고 있다.
그는 동서양을 넘나드는 언어 및 문화 연구와 실천 활동에 정력적으로 참여하고 있으며, 다양한 분야에서 활발한 학술 교류와 기여를 이어가고 있다.

### 야스케에 관한 책을 쓰기
2024년 발매 예정인 게임 **『어쌔신 크리드 섀도우즈(Assassin’s Creed: Shadows)』**와 등장 인물 **야스케(Yasuke)**에 관한 소식을 처음 접했을 때, 노디아는 이를 “리서치가 부족한 캐릭터가 등장하는 비디오 게임” 정도로 인식하였다. 그러나 이후 논란이 커지는 상황을 주의 깊게 지켜보던 중, 토머스 록리(Thomas Lockley)의 저작에 도달하게 되었고, 서양 사회의 아시아 문화에 대한 낮은 이해도 및 『어쌔신 크리드 섀도우즈』가 보여주는 아시아 문화의 왜곡된 묘사에 깊은 실망을 느꼈다.
이에 상황을 바로잡기 위해 행동에 나서기로 결정하였으며,처음에는 웹 기사 작성을 고려했으나, 더 효과적인 대응 방식으로 책을 집필하기로 결정하였다. 일본의 전국 시대 및 무로마치 시대에 관한 자료가 방대하게 축적되어 있다는 점에서, 집필에 소요된 초기 예산은 0엔이었으며, 실제로도 0엔으로 완성되었다。
해당 저서는 2024년 10월, 일본어판과 영어판이 자비 출판 형식으로 우선 출간되었고, 이후 한국어판을 포함한 여러 언어로 정식 출판사에서 재출간될 예정임을 밝혔다3。
이 책에 관한 SNS의 포스트에서는, 왠지 갑작스럽게 간사이 밸브를 피로하는 일이 있어, 그것이 완벽했기 때문에 「어째서 이렇게 능숙한 것일까」라고 신기한 사람도 있었다  . 당초의 계획은 영어의 문헌을 이용하여 야스케가 사무라이였음을 증명하려고 했지만, 연구의 결과 야스케는 사무라이가 아니었다는 것이 확인되었다. 오히려 야스케에 관한 잘못된 역사가 전세계에 유포되고 있다는 것을 깨닫고, 그것이 이번 책의 내용임을 밝히고 있다.

## 저서

### 단독
- Security, Development and Sustainability in Asia: A World Scientific Reference on Major Policy and Development Issues of 21st Century Asia. Volume 2: Geoeconomics, Innovation and Development
 World Scientific 2023년 ISBN 9789811258190[10][11]
  - "The Innovation Wars: Economic and Educational Competition between Korea, China and Japan" 글쓰기[10][11]

### 공저
- Security, Development and Sustainability in Asia: A World Scientific Reference on Major Policy and Development Issues of 21st Century Asia. Volume 2: Geoeconomics, Innovation and Development
 World Scientific 2023년 ISBN 9789811258190[10][11]
  - "The Innovation Wars: Economic and Educational Competition between Korea, China and Japan" 글쓰기[10][11]